# Joseph Werner (Maler)

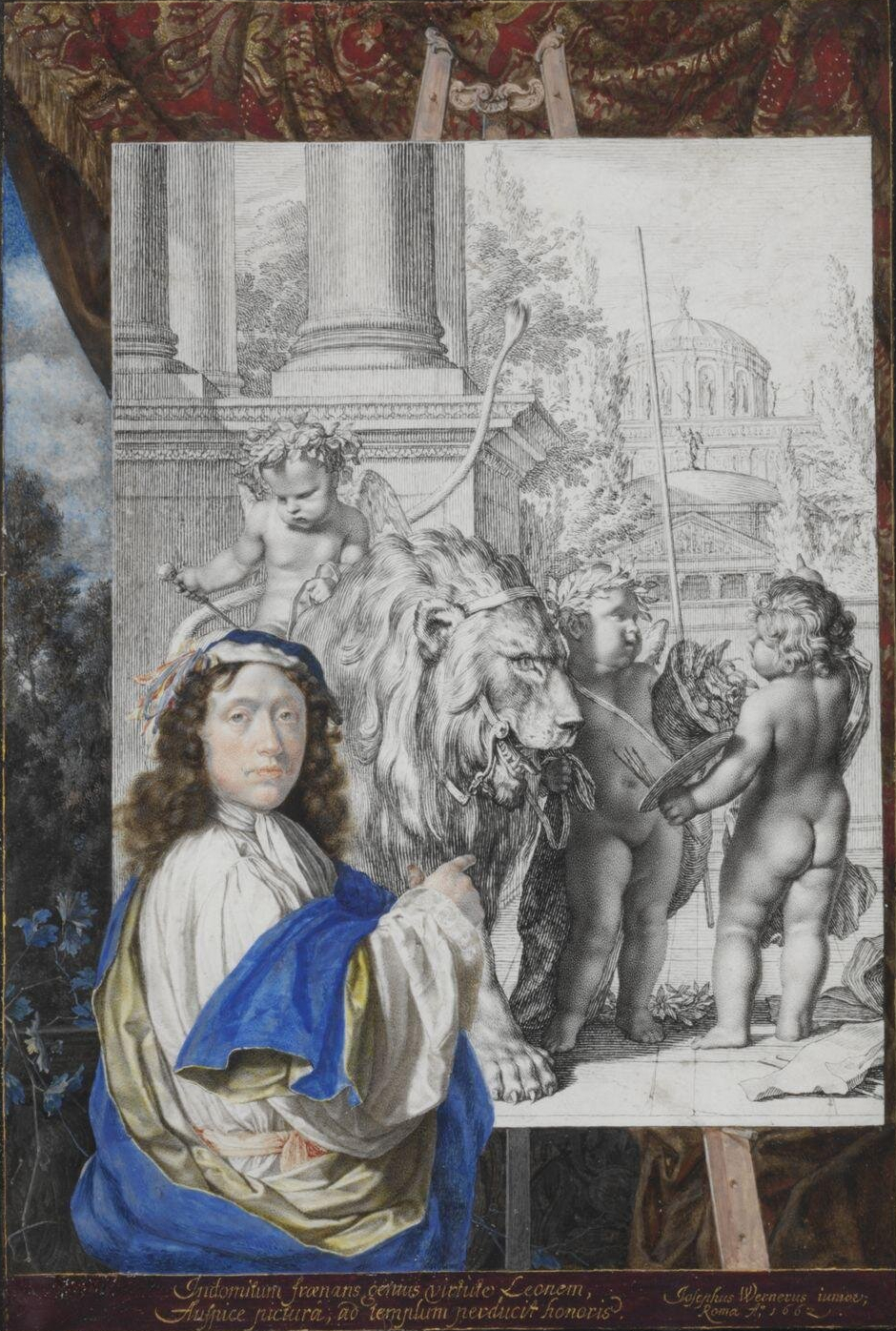
Selbstporträt (1662)

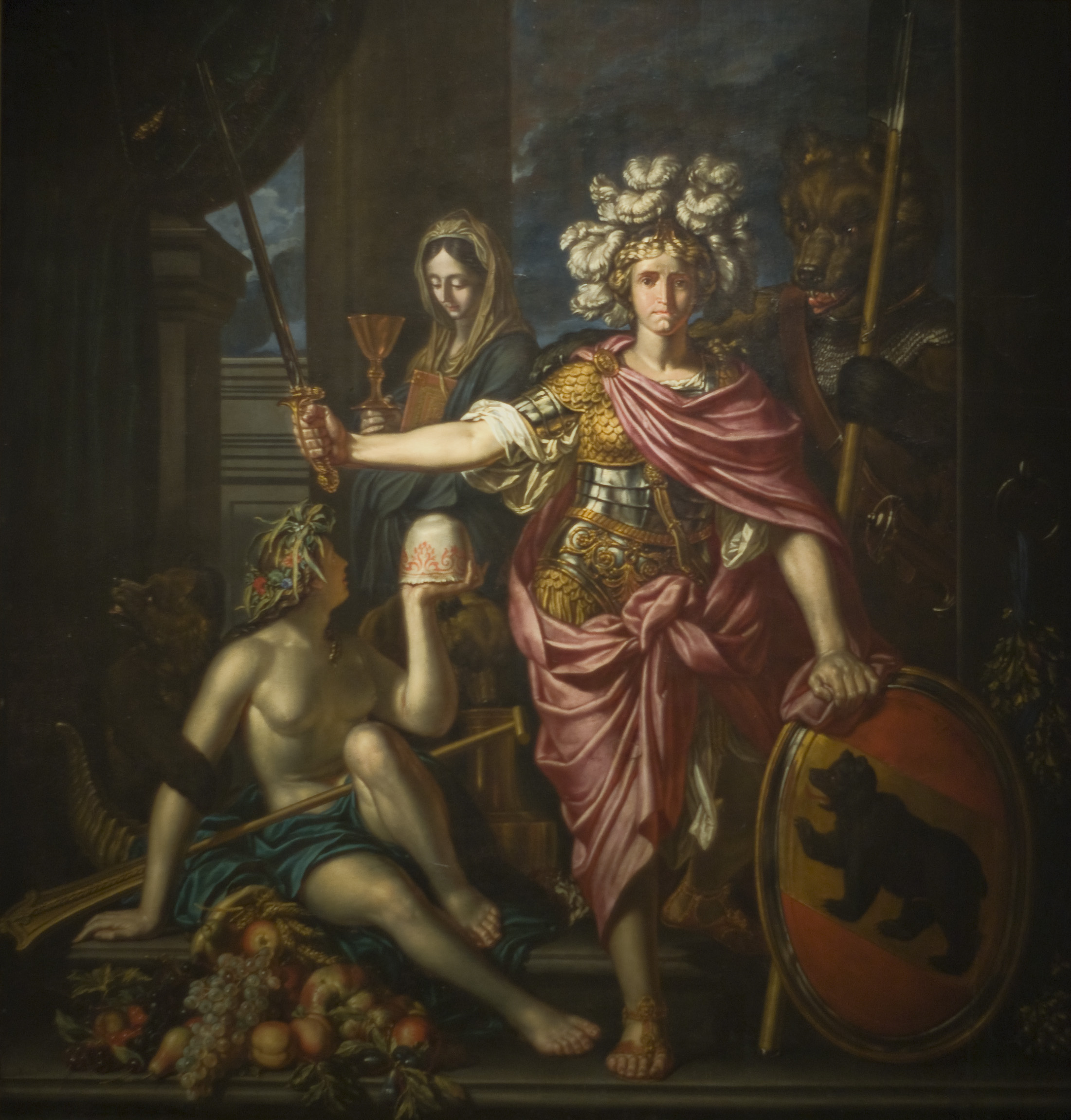
Allegorie des Staates Bern (1682)

Joseph Werner, genannt Joseph Werner, der Jüngere (* 22. Juni 1637 in Bern, Schweiz; † 21. September 1710), war ein Schweizer Miniaturmaler, Radierer und Maler des Barock.

## Leben
Seine Ausbildung erhielt er zunächst bei seinem Vater, dem weniger bekannten Maler Joseph Werner (dem Älteren), und anschliessend in Frankfurt am Main bei Matthäus Merian dem Jüngeren (1621–1687). Um 1654 herum ging er nach Rom, wo er Gemälde von Pietro da Cortona und Andrea Sacchi kopierte und sich als Maler von Miniaturen und Allegorien einen Namen machte. Alsbald wurde er zu vielen bedeutenden königlichen Höfen Europas eingeladen, um Auftragsarbeiten zu übernehmen.
Werner wurde auch von Ludwig XIV. an seinen Versailler Hof sowie nach Paris berufen, wo er seine Arbeit als Porträtist fortführte. Später war er in Augsburg unter anderem für die Fugger tätig und heiratete 1667 seine Malerkollegin Anna Maria, die Schwester des Augsburger Malers Johann Ulrich Mayr (1629–1704). In Augsburg schuf Werner 1680 die Allegorie zur Vermählung anlässlich der Heirat des Grand Dauphin von Frankreich, Ludwig von Frankreich, mit Prinzessin Maria Anna von Bayern.
Später war er noch in Wien, Berlin sowie wieder in seinem Heimatort Bern tätig.
Werner porträtierte seine Modelle gern als Götter und Göttinnen, so wie sein bekanntes Porträt der Therese Kunigunde von Polen als Jagdgöttin Diana. Von Ludwig XIV. schuf er unter anderem ein Porträt als Apollo im Triumphwagen. Zusätzlich zu seinen allegorischen Porträts malte Werner auch rein mythologische Miniaturszenen.
Von 1695 bis 1710 war Werner Mitglied der Preussischen Akademie der Künste, davon hatte er von 1695 bis 1700 als Direktor die Aufsicht über alle kurfürstlichen Gemälde in Berliner und anderen Schlössern.

## Werke (kleine Auswahl)
- Therese Kunigunde von Polen als Diana
- Zwei Bachantinnen
- Ludwig XIV. in Volkstracht
- Mlle. de la Valliere in Volkstracht
- Allegorie zur Vermählung
- Pygmalion, etwa 1662, Gouache auf Pergament, 18,9 × 13,4 cm, Staatliche Museen Kassel, Inv. Nr. GS 12666[1]